# 1759 en droit

## Événements
- 19 janvier : la Cour des aides dénonce la perception de droits nouveaux à Paris, non enregistrés[1].

- 20 janvier : lettres de cachet ordonnant l’exil de vingt-deux parlementaires de Besançon en conflit avec l’intendant et premier président du Parlement de Besançon  Bourgeois de Boynes ; dès les 21 et 22 janvier, ils sont dispersés en différentes forteresses. Huit autres conseillers sont exilés à leur tour le 25 janvier[2] (fin en avril 1761).

- 8 mars : un arrêt du conseil révoque le privilège de l’Encyclopédie[3].

- 20 mars : un arrêt du conseil autorise les États de Bretagne, à la suite de leur délibération du 15 janvier, à contracter pour l’État un emprunts de 40 millions de livres[4] en contrepartie duquel le roi aliène les droits domaniaux, de contrôle, d’insinuation et de franc-fief en faveur de la province[1].

- Voltaire dénonce les excès de l'inquisition dans Candide.